# 大垣市立図書館
大垣市立図書館（おおがきしりつとしょかん）は、岐阜県大垣市にある図書館の総称。大垣市室本町のスイトピアセンターにある大垣市立図書館本館、墨俣町地域自治区にある大垣市立墨俣図書館、上石津町地域自治区にある大垣市立上石津図書館の3館からなる。

## 沿革
- 1911年（明治44年）9月11日 - 閣東尋常高等小学校男子部（現・大垣市立東小学校）内に大垣町教育委員会が仮図書館として創設。
- 1912年（大正元年）11月 - 興文男子尋常高等小学校（現・大垣市立興文小学校）内に移転。
- 1916年（大正5年） - 大垣公園内の招魂社（現・濃飛護國神社）所有地に新築（木造1階建）移転。
- 1918年（大正7年） - 大垣市の市制に伴い大垣市教育委員会の図書館となる。
- 1919年（大正8年） - 公立の大垣市図書館となる。
- 1929年（昭和4年）11月 - 実業家の高橋宗太郎の寄付により東外側町の旧・大垣藩藩校敬教堂跡地（現・大垣市保健センター）に新築（鉄筋コンクリート造2階建）移転し開館。
- 1945年（昭和20年）
  - 7月 - 大垣空襲により被災。外観を残して焼失。
  - 9月 - 安八郡三城村の善光寺に仮開館。
  - 11月 - 美濃路大垣宿の本陣跡に移転し仮開館。
- 1946年（昭和21年）11月 - 被災した館の一部を改修して再開。
- 1966年（昭和41年）7月 - 自動車文庫「いずみ号」の運行を開始。
- 1978年（昭和53年）9日 - 現在の本館の建設に着工。総工費は6億8,500万円。
- 1980年（昭和55年）1月 - 現在の本館が開館。
- 2006年（平成18年）3月27日 - 大垣市が養老郡上石津町と安八郡墨俣町を編入。上石津町立図書館が大垣市立上石津図書館、墨俣町立図書館が大垣市立墨俣図書館に改称。

## 各館の概要

### 大垣市立図書館（本館）
- 延床面積：4,358m2（地上4階）
- 蔵書数：約33万9,000冊[3]（うち開架は約16万6,000冊）
- 1980年（昭和55年）に現在地に建設された。1992年のスイトピアセンター営業開始にともなって、その一角を占める施設となる。
- 3階には専門図書室が設けられており、郷土資料・行政資料・ビジネス資料が集められている。

#### 開館時間
- 月曜・水曜・木曜・金曜 : 9:00 - 20:00

ただし3階、4階は17:00まで。
- 土曜・日曜 : 9:00 - 18:00

#### アクセス
- 養老鉄道養老線室駅より徒歩3分
- 名阪近鉄バススイトピア線ほか「スイトピアセンター」バス停下車

### 大垣市立上石津図書館
- 所在地：大垣市上石津町上原1400
- 延床面積：651m2
- 蔵書数：約2万9,000冊[3]（全て開架）
- 1991年（平成3年）に養老郡上石津町の上石津中央公民館図書室として設置された。その後上石津町立図書館に改称した。現在は図書館専用施設となっている。
- 開館時間 : 9:00 - 17:00

### 大垣市立墨俣図書館
- 所在地：大垣市墨俣町上宿501-1
- 延床面積：379m2
- 蔵書数：約2万6,000冊[3]（全て開架）
- 1994年（平成6年）、安八郡墨俣町の墨俣さくら会館内に墨俣町立図書館として設置された。
- 開館時間 : 9:00 - 17:00
- アクセス : 岐阜バスおぶさ墨俣線 「墨俣」バス停より徒歩5分

## 利用案内
- 蔵書数：約39万4,000冊（うち開架は約19万4,000冊）
- 個人貸出登録者数：約8万3,900人
- 貸出には利用者カードをつくる必要があるが、貸出登録をして利用カードを作成できるのは大垣市内在住、大垣市内に通勤・通学、県内の隣接市町村（岐阜市・羽島市・瑞穂市・安八町・神戸町・輪之内町・池田町・垂井町・関ケ原町・養老町）に在住のいずれかの条件に当てはまる場合に限られる。またカードの有効期限は5年であり、継続時には住所確認が必要である。
- 大垣市住民基本台帳カードがあれば利用カードがなくても貸出をすることができる（ただし貸出登録は必要）。
- デジタルライブラリーがホームページ上に設けられており、大垣や芭蕉などに関する貴重な資料を閲覧することができる。

### 休館日
- 火曜日（墨俣図書館は月曜日。3館とも当該日が祝日の場合は開館、翌日が休館。）
- 祝日の翌日
- 年末年始（12月29日から1月3日まで）
- 毎月最終金曜日（館内整理日のため）